# Dichonia virgata
Dichonia virgata là một loài bướm đêm trong họ Noctuidae.